# Madame wagt einen Seitensprung
Madame wagt einen Seitensprung (deutscher Titel) bzw. Im Hotel „Zur süßen Nachtigall“ (österreichischer Titel) ist eine österreichisch-deutsche Stummfilm-Komödie aus dem Jahre 1927. Unter der Regie von Hans Otto Löwenstein spielen Xenia Desni und Livio Pavanelli als fremdgängerisches Ehepaar sowie Hermann Thimig als beider Hausfreund die Hauptrollen.

## Handlung
Die Nacherzählung der Handlung hält sich weitgehend an die österreichische Fassung, da die finale deutsche Version, wenn sie denn gezeigt worden wäre, mit ihren zahlreichen (nicht immer umgesetzten) Zensuranordnungen nicht mehr vollends rekonstruierbar ist.
Claire und Anatol Huber sind zwar glücklich miteinander verheiratet, halten es aber mit der ehelichen Treue nicht so genau und sind kleinen Affären und Liebeleien nicht abgeneigt. Als Theateragent Anatol zu einer angeblichen Geschäftsreise aufbricht, ist seine Gattin ebenso erwartungsgemäß wie nicht zu Unrecht argwöhnisch. Am Bahnhof verabschiedet sich das Ehepaar. Prompt trifft der verheiratete Charmeur einer blutjungen Dame namens Pia im Zugabteil, die als Sängerin angeblich von ihm verpflichtet werden soll, und fängt sogleich an, mit ihr zu flirten. Als ein Erdrutsch die Gleise verschüttet, bleibt dem Zugführer nichts anderes übrig, als die Absicht zu verkünden, mit der Eisenbahn zurück zum Bahnhof zu fahren. Der Zug setzt sich in Bewegung.
Die gattenlose Zeit hat derweil Claire genutzt, um sich mit Hausfreund Fred zu treffen, der einer Liaison nicht abgeneigt zu sein scheint. Jedenfalls beordert Claire ihm zum Bahnhof, an dem soeben Anatol verabschiedet wurde, und folgt Fred anstandslos in dessen Wohnung, wo dieser beabsichtigt, mit ihr ein intimes Souper einzunehmen. Als Freds Freundin Lo anruft und Fred an eine Verabredung erinnert, türmt dieser Hals über Kopf aus seinen eigenen vier Wänden und fährt zu seiner eifersüchtigen Geliebten. Claire entkleidet sich derweil und legt sich in Freds Bett, wo sie auf seine angekündigte, baldige Rückkehr warten will. Fred hat bei seiner Flucht vergessen, die Tür zu schließen, sodass nun zwei unbekannte Männer die Wohnung betreten. Claire glaubt, es handele sich dabei um Einbrecher, zieht sich lediglich einen Mantel über das dünne Hemdchen und entflieht durch das Fenster ins Freie. Doch bei den beiden Eindringlingen handelt es sich lediglich um zwei Vertreter des örtlichen Sittlichkeitsvereines „Feigenblättchen“, die in der Umgebung nach dem Rechten sehen und eventuell unsittlichen Kohabitationen nachspüren wollen. Ein von ihnen hinterlassener Brief kündigt an, dass man den Ehegatten der entfleuchten Frau, die offensichtlich nicht die Gattin des Wohnungsmieters ist – Claire hatte bei ihrer Flucht ihre Handtasche mitsamt eigenen Schlüsseln und Visitenkarten liegenlassen –, mit dem unsittlichen Gebaren jener Dame konfrontieren werde.
In der Zwischenzeit haben sich Anatol und Pia, wieder zum Abfahrtsort zurückgekehrt, zwei Zimmer in dem lauschigen Hotel „Zur süßen Nachtigall“ genommen. Von Tür zu Tür wird durch das Schlüsselloch über eine etwaige gemeinsame Nacht „verhandelt“. Ehe es jedoch zum Äußersten kommen kann, bricht durch die Unvorsichtigkeit eines anderen Hotelgastes ein Feuer aus, und alle Gäste verlassen fluchtartig ihre Unterkunft. Anatol plant nun, seine Zugbekanntschaft per Auto nach Hause zu bringen, da springt ein Mann ihm quasi vor den Wagen. Anatol muss stoppen, steigt aus und glaubt seinen Augen nicht zu trauen: Vor ihm steht der getürmte Fred. Er steigt ins Auto hinzu, und alle fahren zu seiner Wohnung. Fred stürmt als erster hinaus, um Claire, die er noch immer bei sich vermutet, die Möglichkeit zu geben, unbemerkt aus seinen vier Wänden zu entschwinden. Doch Claire ist bereits entfleucht.
Fred überlässt den beiden verbliebenen Damen Lo und Pia seine Wohnung und begibt sich mit Anatol zu dessen Haus, wo Claire bereits vor der Haustür auf ihn wartet. Sie war zwischenzeitlich ebenfalls in Freds Wohnung zurückgekehrt, um ihre Handtasche zu holen, die sie jedoch nicht mehr fand. Stattdessen entdeckte Claire Lo und Pia, beide in Freds Bett liegend, ohne von diesen selbst gesehen zu werden. Wieder zurück vor ihrer eigenen Haustür, erzählt Claire ihrem Mann in Anwesenheit von Fred, mutmaßliche Diebe seien in die eheliche Wohnung eingedrungen, worauf sie in Panik die Flucht ergriffen hätte und nun nicht mehr hineinkommt. Tatsächlich sind die beiden Vertreter des örtlichen Sittlichkeitsvereines mit Claires Haustürschlüssel in die Huber-Wohnung eingetreten, um die Handtasche und vielsagend auch Claires in Freds Wohnung ausgezogenes Höschen ostentativ auf dem Kleiderhaken aufzuhängen. Anatol, selber moralisch nicht gerade unangreifbar, scheint vom Seitensprung seiner Gattin überzeugt zu sein und gibt seinem Wissen mit einem mokanten Spruch Ausdruck. Zu Claire gewandt, meint er nur: „Ich weiß nicht, wo du überall dein Höschen ausziehst!“

## Produktionsnotizen und Zensurprobleme
Der Film hatte eine ziemlich turbulente Historie bezüglich seiner Zulassung in Deutschland. Entstanden zu Beginn des Jahres 1927, sollte Madame wagt einen Seitensprung bereits im April/Mai 1927 in Deutschland erscheinen. Der Streifen durchlief mehrere Zensurprüfungen und wurde jedes Mal mit einem Aufführungsverbot belegt. Die staatliche Begründung war, trotz mehrerer vorgenommener Schnittveränderungen seitens der Hersteller, immer dieselbe: Der Film würde die Institution Ehe ins Lächerliche ziehen und den Ehebruch verharmlosen bzw. ihm Vorschub leisten. An einer Stelle heißt es expressis verbis: Der Film “hinterlässt mangels jeder possenhaften und satirischen Gestaltung lediglich den Eindruck, dass Missachtung der Treuegrundsätze der Ehe und Ehebruch etwas durchaus Selbstverständliches seien und selbst nach der Entdeckung ungestraft fortgesetzt werden dürften.” Daraufhin blieb der Film, der lediglich im Juni 1927 in Deutschland kurz in Augenschein genommen wurde, im Reichsgebiet verboten. Eine offizielle Premiere gab es in Wien am 6. April 1928, wo der sechsaktige Streifen mit einer Länge von 1739 Metern unter dem Titel Im Hotel „Zur süßen Nachtigall“ gezeigt wurde.
Hans Schulbaur und Karl Weizmann entwarfen in Wien die Filmbauten. Die 20-jährige Hilde Ptack gab hier ihr Filmdebüt und nannte sich diesmal noch „Hilde Bird“. Wenig später wählte sie den Künstlernamen Betty Bird. Hans Moser ist mit einer seiner ganz frühen Rollen kurz als Zugreisender zu sehen.

## Rezeption
Die österreichische Kritik reagierte auf den Steifen sehr viel entspannter als die deutsche Filmzensur. In der Österreichischen Film-Zeitung war nach Begutachtung der Produktion folgendes zu lesen: „Ein reizvolles Lustspiel mit äußerst amüsanter Handlung, die mit duftigen Pikanterien gewürzt ist und bis zum Schlusse durch eine Kette von Verwicklungen hindurchführt, die in der köstlichen, einfallsreichen Wiedergabe und der durchweg glänzenden Darstellung von unfehlbarer Wirkung sind.“